# Élections législatives de 1968 dans les Alpes-Maritimes
Les élections législatives françaises de 1968 se déroulent les 23 et 30 juin 1968. Dans le département des Alpes-Maritimes, six députés sont à élire dans le cadre de six circonscriptions.

## Élus
| Circonscription | Député sortant          | Parti | Parti      | Député élu ou réélu       | Parti | Parti |
| --------------- | ----------------------- | ----- | ---------- | ------------------------- | ----- | ----- |
| 1re             | Virgile Barel           |       | PCF        | Virgile Barel             |       | PCF   |
| 2e              | Jacques Médecin         |       | CD         | Jacques Médecin           |       | CD    |
| 3e              | Paul Cléricy            |       | FGDS (CIR) | Fernand Icart             |       | RI    |
| 4e              | Francis Palmero         |       | CR         | Emmanuel Aubert           |       | UDR   |
| 5e              | Bernard Cornut-Gentille |       | CD         | Olivier Giscard d'Estaing |       | RI    |
| 6e              | Pierre Ziller           |       | UDR        | Pierre Ziller             |       | UDR   |

## Résultats

### Résultats à l'échelle du département
| Parti          | Parti                                           | Premier tour | Premier tour | Second tour | Second tour | Sièges |
| Parti          | Parti                                           | Voix         | %            | Voix        | %           | Sièges |
| -------------- | ----------------------------------------------- | ------------ | ------------ | ----------- | ----------- | ------ |
|                | Union pour la défense de la République          | 98 020       | 30,77        | 97 810      | 31,43       | 2      |
|                | Républicains indépendants                       | 39 976       | 12,55        | 60 519      | 19,45       | 2      |
|                | Modérés                                         | 569          | 0,18         |             |             | 0      |
|                | Union des républicains de progrès               | 138 565      | 43,50        | 158 329     | 50,88       | 4      |
|                |                                                 |              |              |             |             |        |
|                | Convention des institutions républicaines       | 6 842        | 2,15         |             |             | 0      |
|                | Parti radical                                   | 2 372        | 0,74         | 0           |             |        |
|                | Fédération de la gauche démocrate et socialiste | 9 214        | 2,89         |             |             | 0      |
|                |                                                 |              |              |             |             |        |
|                | Parti communiste français                       | 81 629       | 25,63        | 106 687     | 34,28       | 1      |
|                | Progrès et démocratie moderne                   | 71 682       | 22,50        | 46 165      | 14,84       | 1      |
|                | Parti socialiste unifié                         | 15 180       | 4,77         |             |             | 0      |
|                | Divers gauche                                   | 1 484        | 0,47         | 0           |             |        |
|                | Divers                                          | 780          | 0,24         | 0           |             |        |
|                |                                                 |              |              |             |             |        |
| Inscrits       | Inscrits                                        | 415 504      | 100,00       | 415 365     | 100,00      | 6      |
| Abstentions    | Abstentions                                     | 91 121       | 21,93        | 93 849      | 22,59       |        |
| Votants        | Votants                                         | 324 383      | 78,07        | 321 516     | 77,41       |        |
| Blancs et nuls | Blancs et nuls                                  | 5 849        | 1,8          | 10 335      | 3,21        |        |
| Exprimés       | Exprimés                                        | 318 534      | 98,2         | 311 181     | 96,79       |        |

### Résultats par circonscription

#### Première circonscription (Nice-I)
| Candidat           | Candidat                    | Parti          | Premier tour | Premier tour | Second tour | Second tour |  |
| Candidat           | Candidat                    | Parti          | Voix         | %            | Voix        | %           |  |
| ------------------ | --------------------------- | -------------- | ------------ | ------------ | ----------- | ----------- |  |
|                    | Virgile Barel sortant réélu | PCF            | 17 536       | 37,35        | 22 750      | 50,28       |  |
|                    | Joseph Robaut               | UDR            | 13 332       | 28,40        | 22 497      | 49,72       |  |
|                    | Robert Pitti-Ferrandi       | CD (PDM)       | 7 144        | 15,22        | Retrait     | Retrait     |  |
|                    | Jacques Toussaint           | RI             | 6 242        | 13,30        | Retrait     | Retrait     |  |
|                    | Pierre Joselet              | PSU            | 2 695        | 5,74         |             |             |  |
|                    |                             |                |              |              |             |             |  |
| Inscrits           | Inscrits                    | Inscrits       | 60 032       | 100,00       | 59 925      | 100,00      |  |
| Abstentions        | Abstentions                 | Abstentions    | 12 277       | 20,45        | 12 378      | 20,66       |  |
| Votants            | Votants                     | Votants        | 47 755       | 79,55        | 47 547      | 79,34       |  |
| Blancs et nuls     | Blancs et nuls              | Blancs et nuls | 806          | 1,69         | 2 300       | 4,84        |  |
| Exprimés           | Exprimés                    | Exprimés       | 46 949       | 98,31        | 45 247      | 95,16       |  |
| Source : Data.gouv |                             |                |              |              |             |             |  |

#### Deuxième circonscription (Nice-II)
| Candidat       | Candidat                      | Parti          | Premier tour | Premier tour | Second tour | Second tour |  |
| Candidat       | Candidat                      | Parti          | Voix         | %            | Voix        | %           |  |
| -------------- | ----------------------------- | -------------- | ------------ | ------------ | ----------- | ----------- |  |
|                | Jacques Médecin sortant réélu | CD (PDM)       | 19 554       | 38,19        | 21 759      | 42,09       |  |
|                | Jean Cérez                    | UDR (URP)      | 17 775       | 34,72        | 20 269      | 39,21       |  |
|                | Francis Lombardi              | PCF            | 9 327        | 18,22        | 9 664       | 18,70       |  |
|                | Georges Maniglier             | FGDS (Radical) | 2 372        | 4,63         |             |             |  |
|                | Jean Walter                   | PSU            | 2 170        | 4,24         |             |             |  |
|                |                               |                |              |              |             |             |  |
| Inscrits       | Inscrits                      | Inscrits       | 66 453       | 100,00       | 66 446      | 100,00      |  |
| Abstentions    | Abstentions                   | Abstentions    | 14 555       | 21,9         | 13 980      | 21,04       |  |
| Votants        | Votants                       | Votants        | 51 898       | 78,1         | 52 466      | 78,96       |  |
| Blancs et nuls | Blancs et nuls                | Blancs et nuls | 700          | 1,35         | 774         | 1,48        |  |
| Exprimés       | Exprimés                      | Exprimés       | 51 198       | 98,65        | 51 692      | 98,52       |  |

#### Troisième circonscription (Nice-III - Puget-Théniers)
| Candidat       | Candidat             | Parti          | Premier tour | Premier tour | Second tour | Second tour |  |
| Candidat       | Candidat             | Parti          | Voix         | %            | Voix        | %           |  |
| -------------- | -------------------- | -------------- | ------------ | ------------ | ----------- | ----------- |  |
|                | Fernand Icart élu    | RI             | 16 070       | 30,11        | 23 843      | 44,21       |  |
|                | Virgile Pasquetti    | PCF            | 13 560       | 25,41        | 17 996      | 33,37       |  |
|                | Pierre de Bénouville | CD (PDM)       | 11 941       | 22,37        | 12 087      | 22,41       |  |
|                | Jacques Dietlin      | UDR            | 5 643        | 10,57        |             |             |  |
|                | Jacques Pomonti      | FGDS (CIR)     | 2 484        | 4,65         |             |             |  |
|                | Michel Oriol         | PSU            | 2 189        | 4,1          |             |             |  |
|                | Xavier de Bernardi   | Divers gauche  | 1 484        | 2,78         |             |             |  |
|                |                      |                |              |              |             |             |  |
| Inscrits       | Inscrits             | Inscrits       | 70 053       | 100,00       | 70 022      | 100,00      |  |
| Abstentions    | Abstentions          | Abstentions    | 15 627       | 22,31        | 15 146      | 21,63       |  |
| Votants        | Votants              | Votants        | 54 426       | 77,69        | 54 876      | 78,37       |  |
| Blancs et nuls | Blancs et nuls       | Blancs et nuls | 1 055        | 1,94         | 950         | 1,73        |  |
| Exprimés       | Exprimés             | Exprimés       | 53 371       | 98,06        | 53 926      | 98,27       |  |

#### Quatrième circonscription (Menton)
| Candidat       | Candidat                | Parti          | Premier tour | Premier tour | Second tour | Second tour |  |
| Candidat       | Candidat                | Parti          | Voix         | %            | Voix        | %           |  |
| -------------- | ----------------------- | -------------- | ------------ | ------------ | ----------- | ----------- |  |
|                | Emmanuel Aubert élu     | UDR (URP)      | 17 603       | 36,66        | 25 240      | 54,89       |  |
|                | André Vanco             | PCF            | 14 018       | 29,19        | 20 262      | 44,07       |  |
|                | Francis Palmero sortant | CR (PDM)       | 13 364       | 27,83        | 478         | 1,04        |  |
|                | Michel Courrégé         | PSU            | 2 462        | 5,13         |             |             |  |
|                | Jacques Vecker          | Modérés        | 569          | 1,19         |             |             |  |
|                |                         |                |              |              |             |             |  |
| Inscrits       | Inscrits                | Inscrits       | 62 361       | 100,00       | 62 354      | 100,00      |  |
| Abstentions    | Abstentions             | Abstentions    | 13 411       | 21,51        | 13 855      | 22,22       |  |
| Votants        | Votants                 | Votants        | 48 950       | 78,49        | 48 499      | 77,78       |  |
| Blancs et nuls | Blancs et nuls          | Blancs et nuls | 934          | 1,91         | 2 519       | 5,19        |  |
| Exprimés       | Exprimés                | Exprimés       | 48 016       | 98,09        | 45 980      | 94,81       |  |

#### Cinquième circonscription (Cannes - Antibes)
| Candidat       | Candidat                      | Parti          | Premier tour | Premier tour | Second tour | Second tour |  |
| Candidat       | Candidat                      | Parti          | Voix         | %            | Voix        | %           |  |
| -------------- | ----------------------------- | -------------- | ------------ | ------------ | ----------- | ----------- |  |
|                | Olivier Giscard d'Estaing élu | RI             | 17 664       | 29,58        | 36 676      | 66,7        |  |
|                | Pierre Pasquini               | UDR            | 16 815       | 28,16        | Retrait     | Retrait     |  |
|                | Georges Girard                | PCF            | 13 253       | 22,19        | 18 309      | 33,3        |  |
|                | Roger Lefrançois              | CD (PDM)       | 7 779        | 13,03        |             |             |  |
|                | Bernard Hubert                | PSU            | 3 429        | 5,74         |             |             |  |
|                | René-Jean Antonioli           | MPR            | 780          | 1,31         |             |             |  |
|                |                               |                |              |              |             |             |  |
| Inscrits       | Inscrits                      | Inscrits       | 78 477       | 100,00       | 78 491      | 100,00      |  |
| Abstentions    | Abstentions                   | Abstentions    | 17 566       | 22,38        | 20 713      | 26,39       |  |
| Votants        | Votants                       | Votants        | 60 911       | 77,62        | 57 778      | 73,61       |  |
| Blancs et nuls | Blancs et nuls                | Blancs et nuls | 1 191        | 1,96         | 2 793       | 4,83        |  |
| Exprimés       | Exprimés                      | Exprimés       | 59 720       | 98,04        | 54 985      | 95,17       |  |

#### Sixième circonscription (Grasse)
| Candidat       | Candidat                    | Parti          | Premier tour | Premier tour | Second tour | Second tour |  |
| Candidat       | Candidat                    | Parti          | Voix         | %            | Voix        | %           |  |
| -------------- | --------------------------- | -------------- | ------------ | ------------ | ----------- | ----------- |  |
|                | Pierre Ziller sortant réélu | UDR (URP)      | 26 852       | 45,3         | 29 804      | 50,22       |  |
|                | Romain Maurel               | PCF            | 13 935       | 23,51        | 17 706      | 29,83       |  |
|                | Hervé de Fontmichel         | CD (PDM)       | 11 900       | 20,07        | 11 841      | 19,95       |  |
|                | Jean Principiano            | FGDS (CIR)     | 4 358        | 7,35         |             |             |  |
|                | Paul Cruzel                 | PSU            | 2 235        | 3,77         |             |             |  |
|                |                             |                |              |              |             |             |  |
| Inscrits       | Inscrits                    | Inscrits       | 78 128       | 100,00       | 78 127      | 100,00      |  |
| Abstentions    | Abstentions                 | Abstentions    | 17 685       | 22,64        | 17 777      | 22,75       |  |
| Votants        | Votants                     | Votants        | 60 443       | 77,36        | 60 350      | 77,25       |  |
| Blancs et nuls | Blancs et nuls              | Blancs et nuls | 1 163        | 1,92         | 999         | 1,66        |  |
| Exprimés       | Exprimés                    | Exprimés       | 59 280       | 98,08        | 59 351      | 98,34       |  |